# Walt Lloyd (direttore della fotografia)
Walter R. Lloyd (Atlanta, 7 aprile 1950) è un direttore della fotografia statunitense.

## Filmografia

### Cinema
- Pericolosamente vicini (Dangerously Close), regia di Albert Pyun (1986)
- Doppio gioco (Down Twisted), regia di Albert Pyun (1987)
- The Wash, regia di Michael Toshiyuki Uno (1988)
- Sesso, bugie e videotape (Sex, Lies, and Videotape), regia di Steven Soderbergh (1989)
- Dormire con rabbia (To Sleep with Anger), regia di Charles Burnett (1990)
- Pump Up the Volume - Alza il volume (Pump Up the Volume), regia di Allan Moyle (1990)
- Zandalee, regia di Sam Pillsbury (1991)
- Delitti e segreti (Kafka), regia di Steven Soderbergh (1991)
- Caccia al tesoro (There Goes the Neighborhood), regia di Bill Phillips (1992)
- Amos & Andrew, regia di E. Max Frye (1993)
- America oggi (Short Cuts), regia di Robert Altman (1993)
- Frank e Jesse (Frank & Jesse), regia di Robert Boris (1994)
- Santa Clause (The Santa Clause), regia di John Pasquin (1994)
- Empire Records, regia di Allan Moyle (1995)
- Due mariti per un matrimonio (Feeling Minnesota), regia di Steven Baigelman (1996)
- Private Parts, regia di Betty Thomas (1997)
- Dark Harbor, regia di Adam Coleman Howard (1998)
- Superstar, regia di Bruce McCulloch (1999)
- Appuntamento a tre (Three to Tango), regia di Damon Santostefano (1999)
- The Air I Breathe, regia di Jieho Lee (2007)
- Wieners - Un viaggio da sballo (Wieners), regia di Mark Steilen (2008)
- Alien Raiders, regia di Ben Rock (2008)
- Follow the Prophet, regia di Drew Ann Rosenberg (2009)
- The Forger, regia di Lawrence Roeck (2012)
- Il fuoco del peccato (Out of the Blue), regia di Neil LaBute (2022)

### Televisione
- Sull'orlo del baratro (Out on the Edge), regia di John Pasquin – film TV (1989)
- Extreme Close-Up, regia di Peter Horton – film TV (1990)
- Blue Jeans (The Wonder Years) – serie TV, episodi 5x12-5x13-5x14 (1994)
- Tales of the City, regia di Alastair Reid – miniserie TV (1993)
- La madre di David (David's Mother), regia di Robert Allan Ackerman – film TV (1994)
- Peccati di famiglia (The Ultimate Lie), regia di Larry Shaw – film TV (1996)
- Suddenly, regia di Robert Allan Ackerman – film TV (1996)
- Chicago Hope – serie TV, episodio 3x12 (1997)
- Quello che gli uomini non dicono (The Mind of the Married Man) – serie TV, 4 episodi (2001)
- They Shoot Divas, Don't They?, regia di Jonathan Craven – film TV (2002)
- CSI: Miami – serie TV, 11 episodi (2002-2003)
- Karen Sisco – serie TV, 10 episodi (2003)
- Dr. House - Medical Division (House) – serie TV, 9 episodi (2004-2005)
- Trump Unauthorized, regia di John David Coles – film TV (2005)
- Boston Legal – serie TV, episodio 3x03 (2006)
- The Librarian 2 - Ritorno alle miniere di Re Salomone (The Librarian: Return to King Solomon's Mines), regia di Jonathan Frakes – film TV (2006)
- The Glades – serie TV, episodio 1x01 (2010)
- The Protector – serie TV, 13 episodi (2011)
- Legit – serie TV, 13 episodi (2013)
- Devious Maids - Panni sporchi a Beverly Hills (Devious Maids) – serie TV, 13 episodi (2014)
- Under the Dome – serie TV, 13 episodi (2015)
- South of Hell – serie TV, 8 episodi (2015)
- The Detour – serie TV, 10 episodi (2018)
- Hit the Floor – serie TV, 8 episodi (2018)
- The I-Land, regia di Neil LaBute, Jonathan Scarfe e Darnell Martin – miniserie TV (2019)
- Uno splendido errore (My Life with the Walter Boys) – serie TV, 10 episodi (2023)

## Riconoscimenti
- Independent Spirit Awards
  - 1992 - Miglior fotografia per Delitti e segreti